# Gyrotour

La Gyrotour en fonctionnement

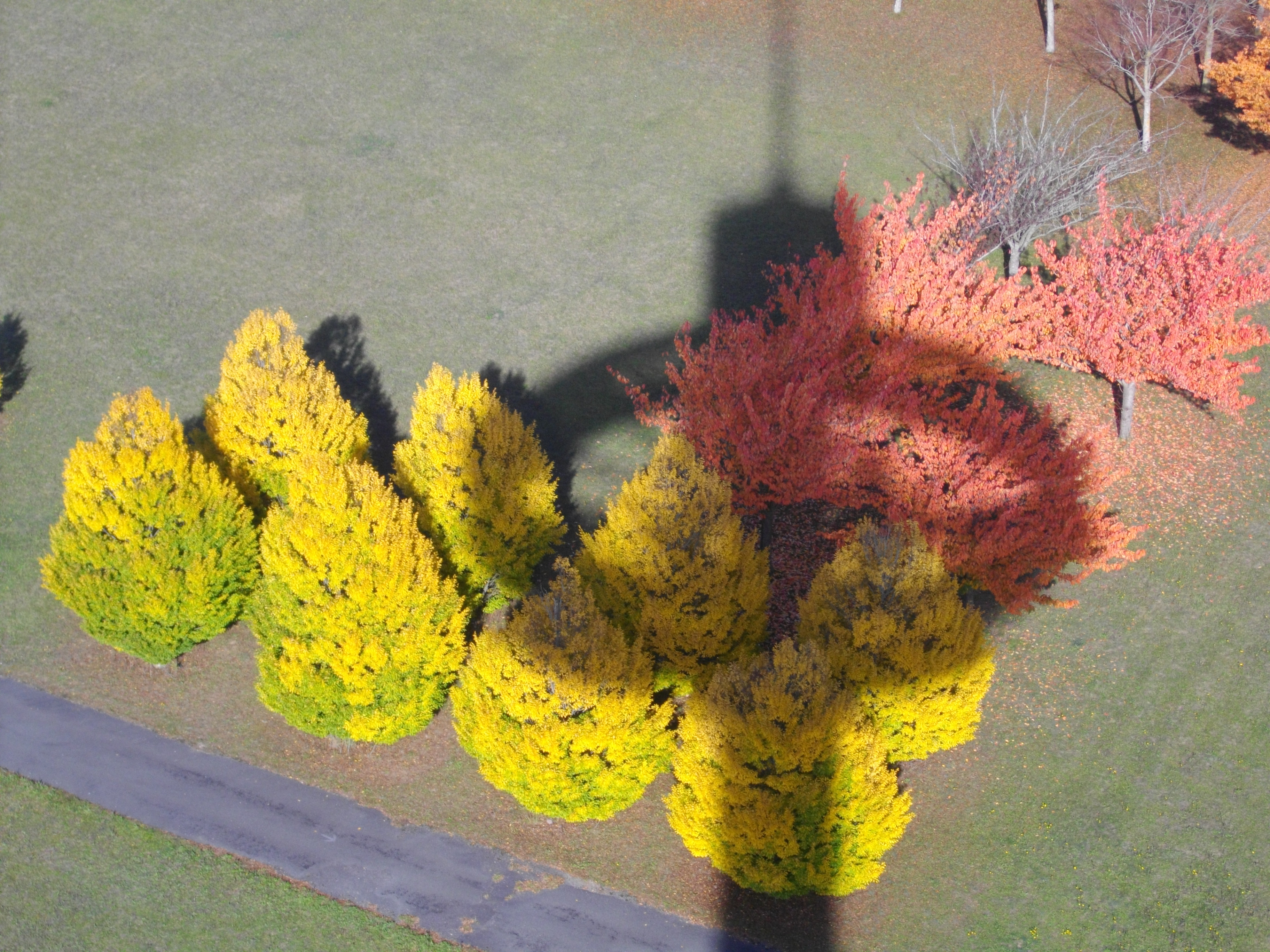
Ombre projetée

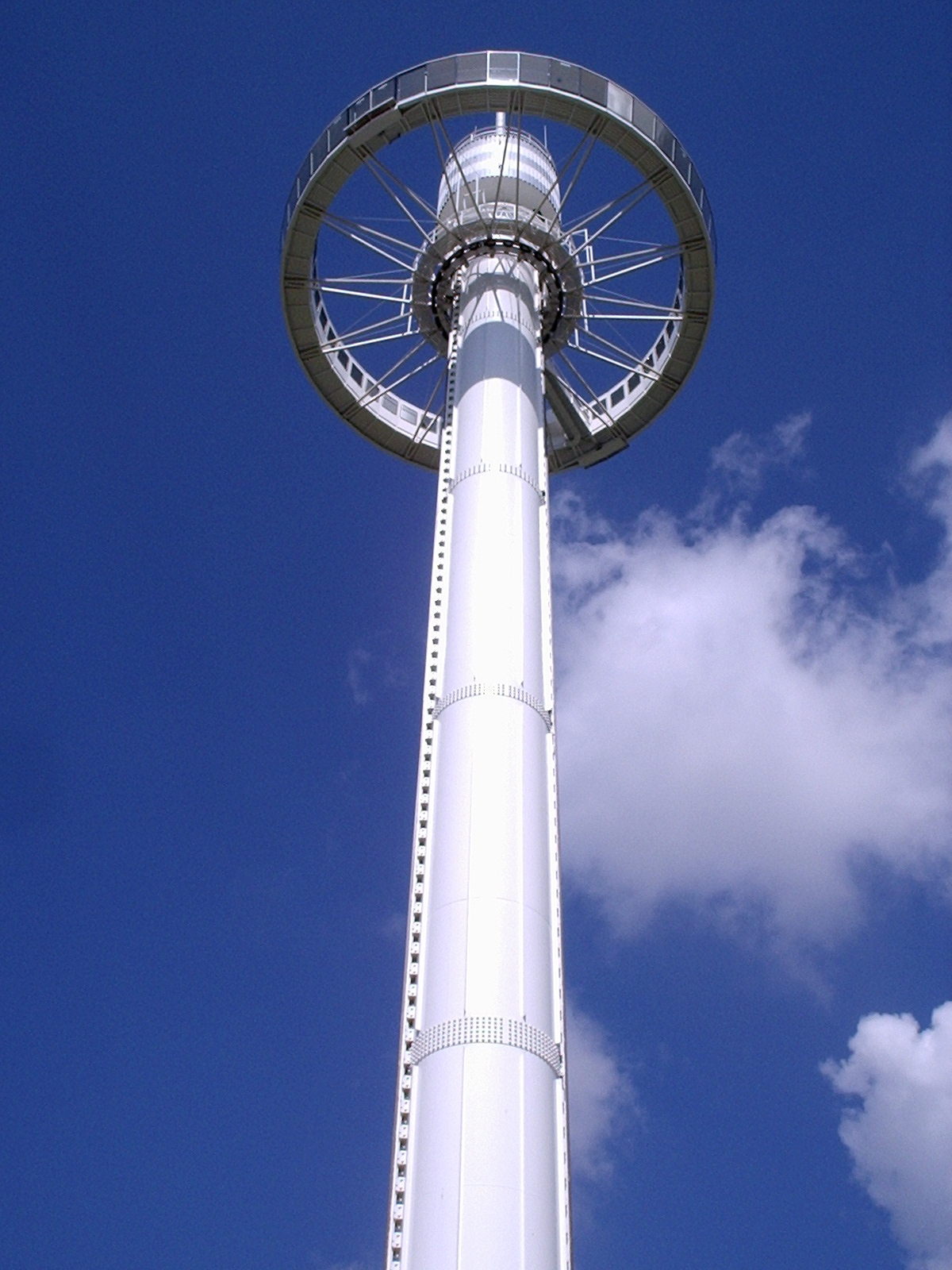
Vue en contre-plongée

La Gyrotour est une tour panoramique située au Parc du Futuroscope de Poitiers.

## Description
La Gyrotour est une tour d'observation rotative, conçue par la société suisse Intamin. Cylindrique et en métal, de couleur blanche, d'une hauteur totale de 45 mètres. Une nacelle en forme de couronne, d'une capacité de 80 à 90 places, est hissée jusqu'à 45 mètres au-dessus du sol le long du mât, au moyen de 20 câbles et de 2 contrepoids de 17 tonnes, tout en tournant dans le sens des aiguilles d'une montre grâce à des moteurs électriques,.
En cinq minutes, la Gyrotour offre aux visiteurs un panorama commenté sur le parc du Futuroscope, sa technopole. Les communes voisines de Jaunay-Clan et Chasseneuil-du-Poitou sont également visibles ainsi qu'une partie de Poitiers les jours de très beau temps, à 7 kilomètres au sud.

### Historique
- 1990 : Inauguration de la Gyrotour en novembre.
- 1991 : Première simulation de panne de la Gyrotour en pleine ascension, pour un exercice de secourisme.
- 1997 : À l'occasion du dixième anniversaire du Parc, la Gyrotour est décorée en bougie avec la pose d'une flamme en néon en son sommet.
- 1998 : Installation d'un compte à rebours pour l'an 2000.
- 2006 : En juin, panne générale de la Gyrotour durant une semaine à la suite d'un violent orage. Le Futuroscope en a profité pour réaliser un diagnostic entier de l'attraction, et a remplacé plusieurs pièces, principalement électriques (relais, etc.)
- 2009 : Le 9 mai, à la suite d'un blocage de la nacelle à 40 mètres du sol, causé par une panne électrique, 87 personnes ont été évacuées en rappel par les sapeurs-pompiers de la Vienne et notamment du GRIMP (réouverture le 20 mai après expertises). TF1 en a fait une mauvaise publicité en parlant de "véritable cauchemar" pour les personnes bloquées lors de l'émission en prime-time du 12 juin "Les 30 histoires les plus spectaculaires". Le Parc a toutefois intégralement remboursé les séjours des visiteurs bloqués (et éventuelle réinvitation, dont prise en charge des frais de transports), ce qui n'a pas été précisé dans le reportage. Remplacement de la file d'attente au mois de juin. Néanmoins, depuis l'incident, la Gyrotour a gagné en popularité auprès des visiteurs.

### Vues du Parc

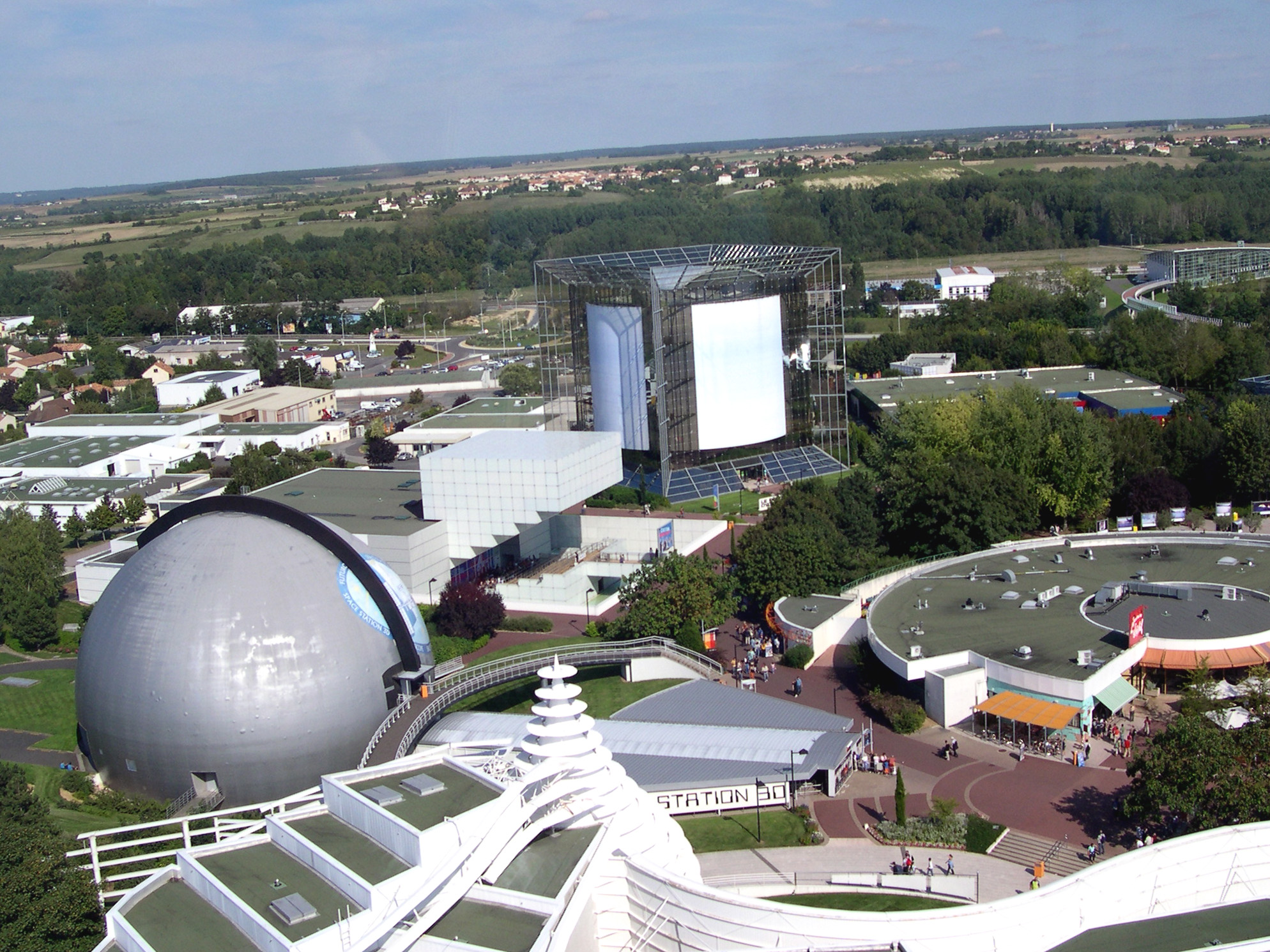
Vue nord-est (Solido, Images Studio, Arthur, l'Aventure 4D ...)
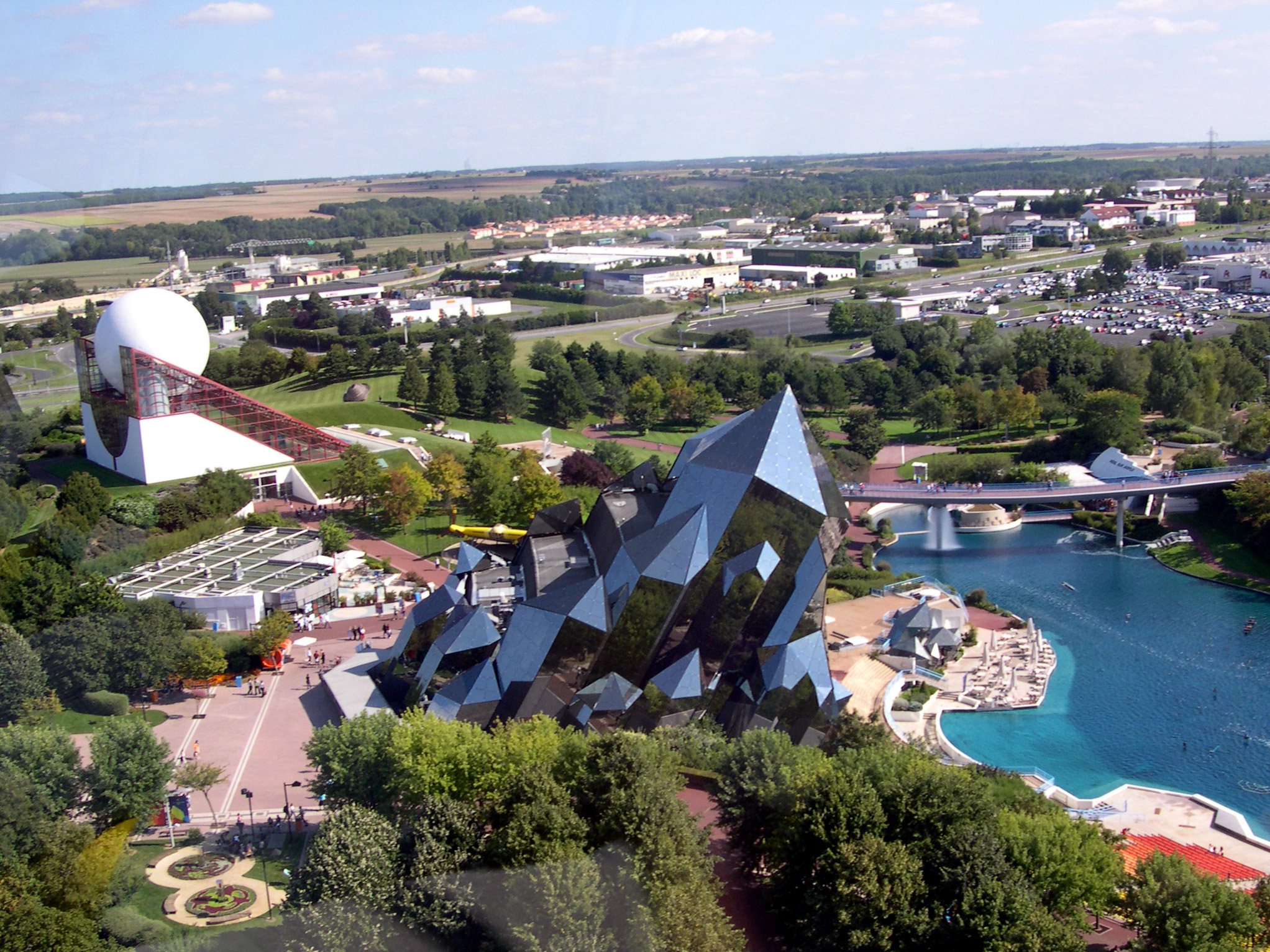
Vue est (Cité du Numérique, Kinémax ...)
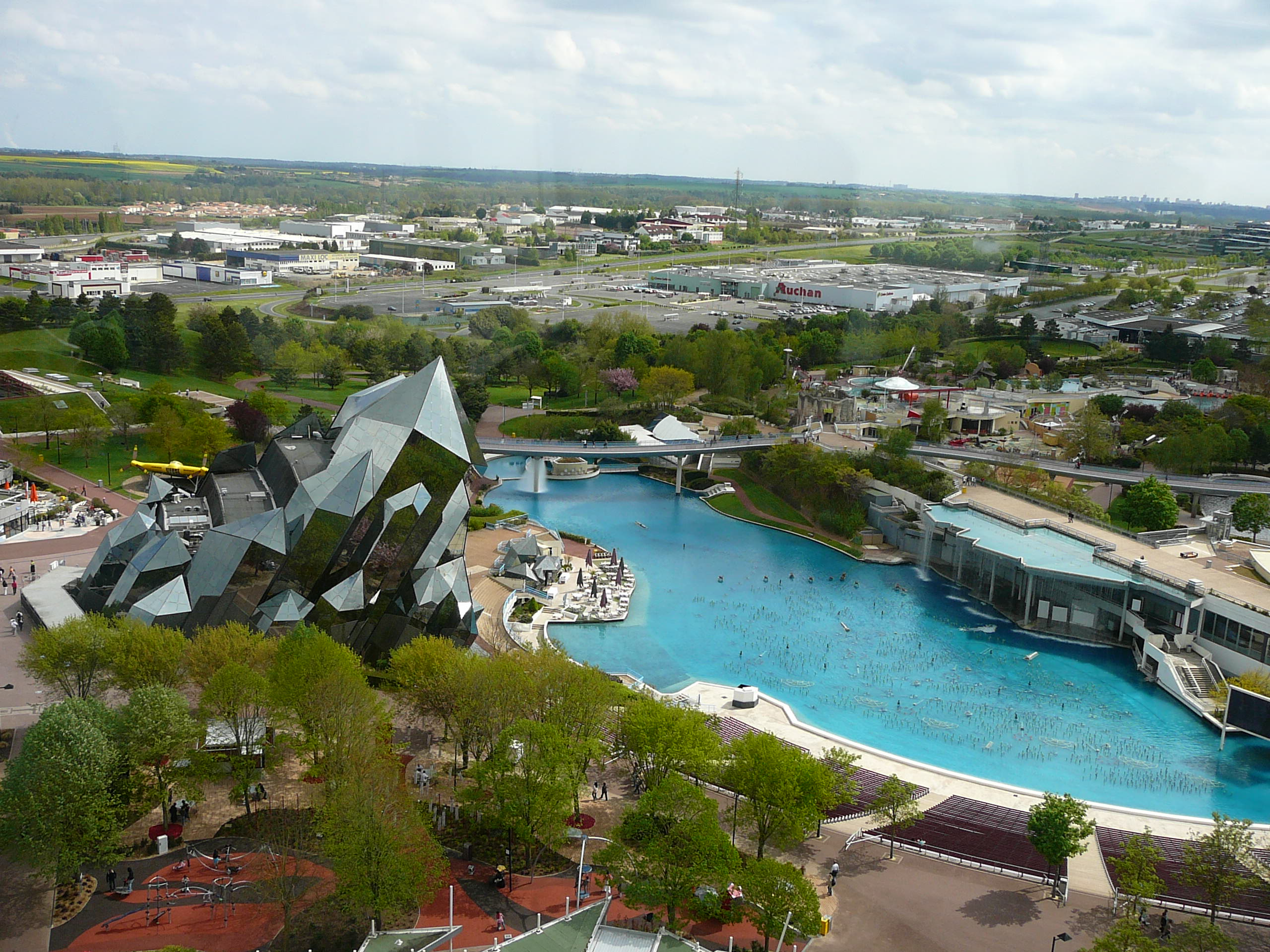
Vue sud-est (Kinémax, Lac aux Images, le Monde des Enfants ...)
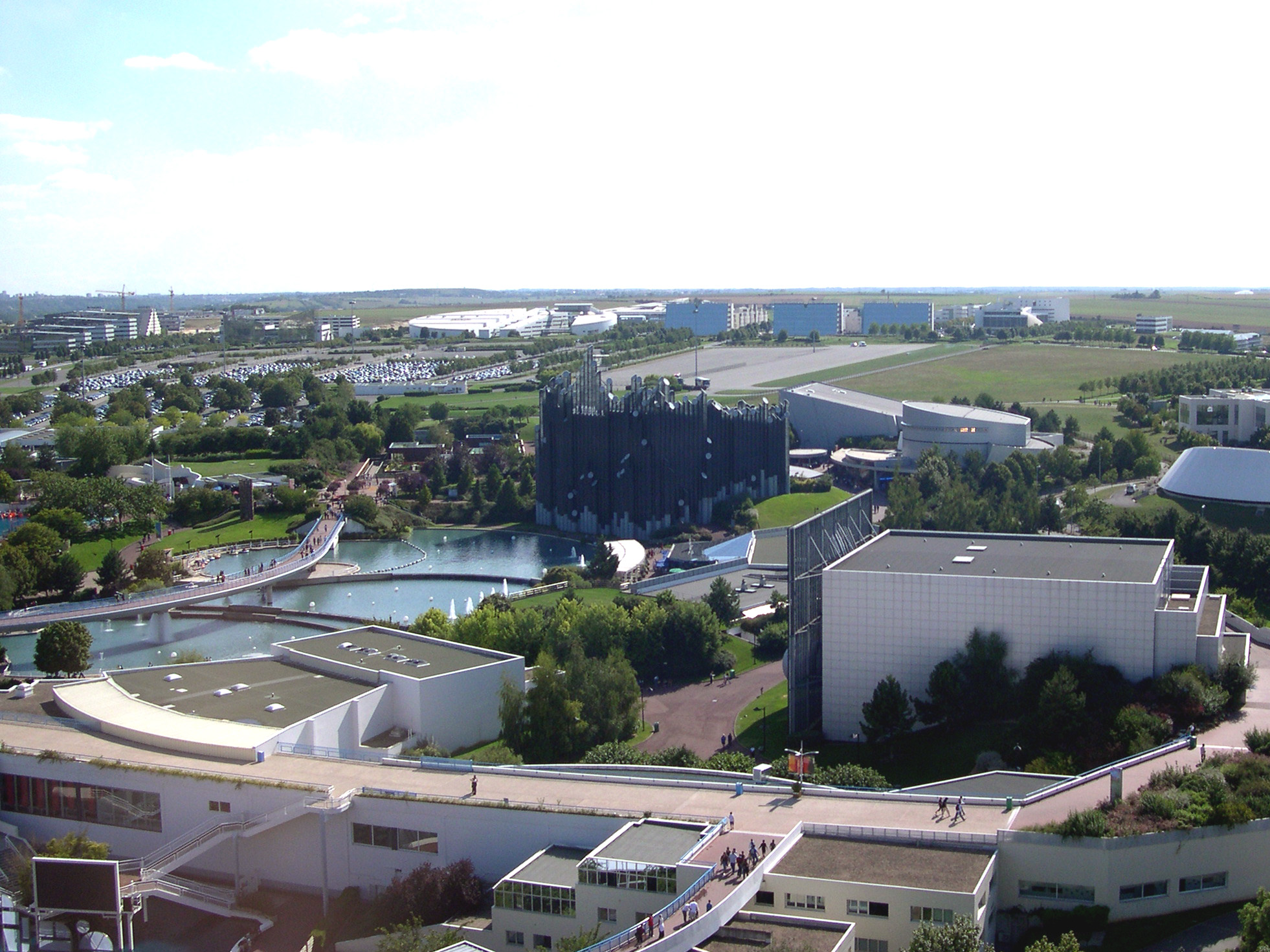
Vue sud (Imagic, Tapis Magique, Imax 3D ...)
Vue panoramique du parc

### Attractions de ce type dans le monde
Il existe plusieurs tours panoramiques similaires également conçues par Intamin dans d'autres parcs d'attractions du monde :
- Astrotower, Astroland,  États-Unis (fermée en 2008 à la suite de la fermeture du parc)
- Carolina Skytower, Carowinds,  États-Unis
- Euro-Tower, Europa Park,  Allemagne
- Euromast, Rotterdam  Pays-Bas
- Infinnito, Terra Mítica,  Espagne
- Kissing Tower, Hersheypark,  États-Unis
- Menara Taming Sari, Malacca,  Malaisie
- Panoraama, Linnanmäki,  Finlande
- Panorama Turn, Heide Park,  Allemagne
- Panoramic, Plopsaland,  Belgique (fermée début de saison 2009 et démontée en 2010)
- Polo Tower, Morecambe,  Royaume-Uni (fermée puis démontée en 2008)
- Observation Tower, Legoland Malaysia,  Malaisie
- Sky Cabin, Knott's Berry Farm,  États-Unis
- Sky Tower, California's Great America,  États-Unis
- Sky Trek Tower, Six Flags Great America,  États-Unis
- Space Needle, Daytona Beach,  États-Unis
- Space Spiral, Cedar Point,  États-Unis (détruite en septembre 2012 au profit d'une nouvelle attraction, Gate Keeper)
- Space Tower, Minnesota State Fair,  États-Unis
- Holstein Turm, Hansa-Park,  Allemagne (construite par Huss Rides)